# Escut de la Guingueta d'Àneu
L'escut oficial de la Guingueta d'Àneu té el següent blasonament:
Escut caironat: de sinople, una palma d'or posada en par acostada de 3 claus de sable en pal a la destra i d'una creu de Sant Pere de sable a la sinistra. Per timbre una corona mural de poble.

## Història
Va ser aprovat el 7 de febrer de 1989 i publicat en el DOGC el 24 de febrer del mateix any amb el número 1111.
El municipi es va formar el 1971 amb la unió dels d'Escaló, Unarre i Jou. Els tres elements són, respectivament, els atributs de cadascun dels patrons de cada poble: els claus de Crist per santa Helena, la palma per sant Julià i la creu per sant Pere.

## Escuts municipals anteriors
El municipi de la Guingueta d'Àneu es formà l'any 1971 per la unió dels antics municipis d'Escaló, Jou i Unarre. Els escuts municipals anteriors a l'actualment vigent foren, per tant, els d'aquests tres municipis desapareguts: Escaló, Jou i Unarre.